# Johann Josef Leyendecker
Johann Josef Leyendecker (* 1810 in Dernau an der Ahr; † 1867 in Paris) war ein deutscher Maler.

## Leben
Ab 1832 bis 1839 war Leyendecker an der École des Beaux-Arts in Paris eingeschrieben, wo er Schüler von Paul Delaroche und François-Joseph Heim war. In den Jahren 1835–1848 und 1861–1867 nahm er regelmäßig am Pariser Salon teil. In den 1850er Jahren ging er einer Tätigkeit im Bonner Raum nach und erhielt mehrere Aufträge für Kirchengemälde, u. a. 1855 für die Gestaltung des Altars der Kirche in Dernau mit der Krönung Mariens. 1860 erfolgte die endgültige Übersiedlung nach Paris.

## Werke
- Portrait de M.N.P. Léon B..., Verbleib unbekannt (Salon 1839, Nr. 1309)
- Portrait du jeune Al. L..., Verbleib unbekannt (Salon 1841, Nr. 1262)
- Episode de l’incendie de Dernau, près Bonn, 1835, Verbleib unbekannt (Salon 1842, Nr. 1204)
- Portrait de Mme la duchesse d’O..., Verbleib unbekannt (ebd., Nr. 1205)
- Portrait de Mme de B..., Verbleib unbekannt (ebd., Nr. 1206)
- Portrait de Mlle de B..., Verbleib unbekannt (ebd., Nr. 1207)
- Portrait de M. le comte de S..., Verbleib unbekannt (ebd., Nr. 1208)